# 永宁节
永宁节，辽太宗耶律德光登基称帝后，庆祝辽朝皇太后述律平诞辰的节日，每年的农历十月初二。
辽太宗天显三年（928年）九月，有司请以皇帝生日为“天授节”，述律皇太后生日为“永宁节”。此后，辽太宗在位期间，每年的天授节和永宁节，都有群臣和各国使节前来祝贺。